# Gnudi (gastronomia)
Gli gnudi sono un piatto italiano tradizionale delle province di Grosseto e Siena, in Toscana.
Il piatto è composto da palline di ricotta, parmigiano, semolino, e spinaci che, dopo essere state condite con burro e salvia o ragù, vengono infine spolverate con del pecorino toscano.

## Etimologia
Il termine con cui vengono indicati è una parola toscana che significa "nudi" e sottolinea la "nudità" degli gnudi rispetto ai ravioli, che sono invece ricoperti da uno strato di pasta esterna.